# Первозванівка (Полтавський район)
Первозва́нівка — село в Україні, у Скороходівській селищній громаді Полтавського району Полтавської області. Населення становить 391 осіб. До 2017 орган місцевого самоврядування — Новокочубеївська сільська рада.

## Географія
Село Первозванівка розташоване на березі річки Свинківка, вище за течією примикає село Підгірне, нижче за течією примикає село Нова Кочубеївка. Поруч проходить залізниця, станція Кочубеївка за 2,5 км. Біля села розташований ландшафтний заказник «Первозванівський».

## Історія
12 червня 2020 року, відповідно до розпорядження Кабінету Міністрів України № 721-р «Про визначення адміністративних центрів та затвердження територій територіальних громад Полтавської області», село увійшло до складу Скороходівської селищної громади.
19 липня 2020 року, в результаті адміністративно - територіальної реформи та ліквідації Чутівського району, село увійшло до складу новоутвореного Полтавського району.
22 червня 2023 року рішенням Національної комісії зі стандартів державної мови віднесено до списку населених пунктів, які «можуть не відповідати лексичним нормам української мови», зокрема стосуватися «російської імперської чи колоніальної політики». Громаді рекомендовано обґрунтувати доцільність збереження поточної назви або запропонувати нову назву в установленому законодавством порядку.